# James May
James Daniel May (født 16. januar 1963) er en engelsk TV-vært og pris-vindende journalist. Bedst kendt for programmet Top Gear, som han præsenterede sammen med Jeremy Clarkson og Richard Hammond. Udover Top Gear skriver han, hver uge, en artikel, for den engelske avis The Daily Telegraph i motorsektionen.

## Privatliv
James blev født i Bristol. Han har en ældre søster, Jane, en yngre søster, der hedder, Sarah og en lillebror. Gennem hans barndom flyttede hans familie meget rundt, men fandt sig senere til rette i Yorkshire. Da James var mindre, lærte han at spille fløjte, saxofon og klaver, han har senere sagt, at det eneste han nogensinde spiller på, er klaver. James bor lige nu i Hammersmith sammen med sin kat, Fusker. 
James ejer en del biler. Udover sin yndlingsbil, Fiat Panda, ejer han en 1971 Rolls-Royce Corniche, en Ferrari F430, en Jaguar XJS, en Range Rover, en Porsche Boxster S, en Porsche Carrera 911 C2S og sidst men ikke mindst en Mini Cooper. Udover alle bilerne har han også en del motorcykler. James fik sit kørekort i andet forsøg.
Udover at passe sine motorcykler, biler og sit job, har May også set sig tid til at lære at flyve. James lærte at flyve på White Waltham Airfield. Han bestod prøven i oktober, 2007, og ejer faktisk selv et fly, Luscombe 8A 'Silvaire'.
I december, 2007, blev James May udnævnt som "Weird Celebrity Crush" af det engelsk blad, "Heat. 
James har ingen børn, men han er kæreste med musik-kritikeren, Sarah Frater. De har datet siden 2000.
I år 2007 kørte James May 407,5 km/t (topfart), i den daværende hurtigste bil Bugatti Veyron på Volkswagens testbane. Det blev sendt i fjernsynet, som en del af Top Gear.
I sommeren år 2010 kørte han også den nyere Bugatti Veyron Super Sport. Denne gang også på Volkswagens testbane. Han fik den op på hele 417 km/t. Og som om det ikke var hurtigt nok, så tog Bugattis testkører også lige en tur i den, hvor han fik den op på 431 km/t. Dette blev også sendt i fjernsynet, som en del af Top Gear.

## Journalistkarrieren
I de tidlige 80'er arbejdede James for bladet, "The Engineer" og lidt senere "Autocar". 
James har skrevet flere ugeklummer, f.eks. klummen, der hed "England Made Me". I 2006 blev James udnævnt til "Årets Journalist". 
Ud over alle klummerne har James også skrevet en bog, der hedder "May On Motors". Bogen består af alle de klummer, han har skrevet gennem sit liv. Han er også forfatter til "Notes From The Hard Shoulder" og efterordet til "Long Lane With Turnings".